# Joseph Maier (Soziologe)
Joseph Maier (* 24. Januar 1911 in Leipzig; † 22. November 2002) war ein US-amerikanischer Soziologe deutscher Herkunft.

## Leben

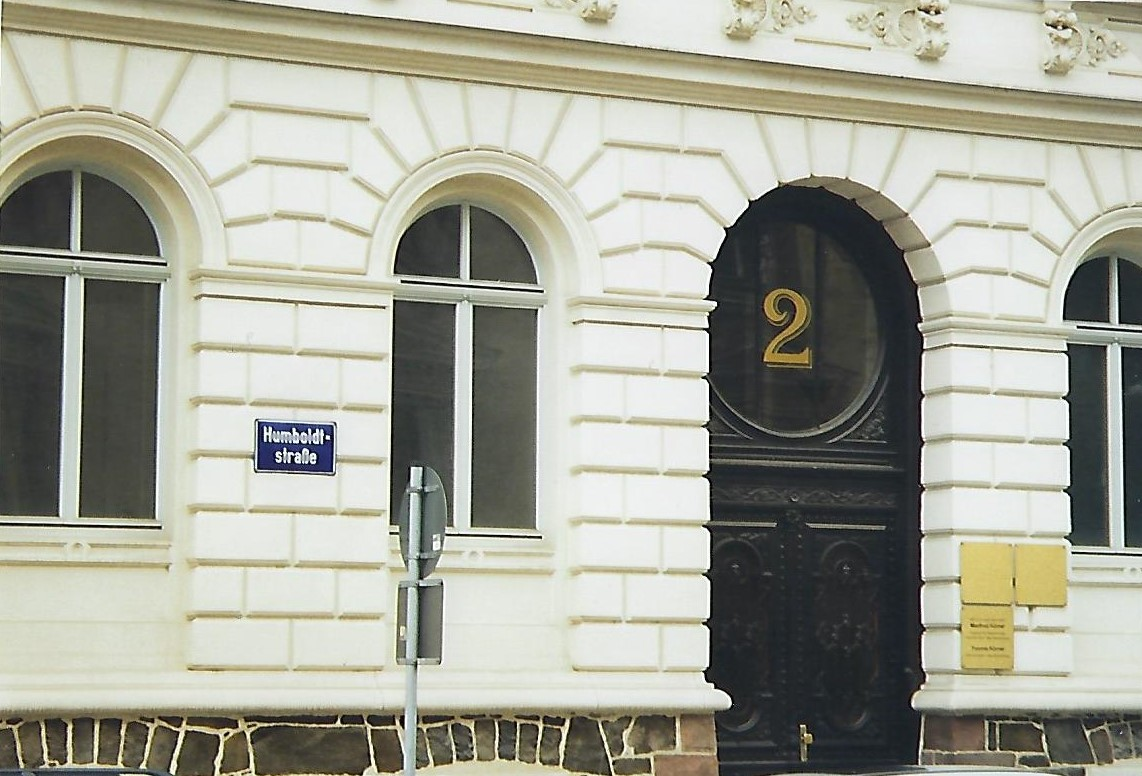
Ehemaliges Alsatenhaus in Leipzig

Maier studierte an der Universität Leipzig bei Theodor Litt und Hans Freyer Philosophie und Soziologie. Er wurde Mitglied der Alsatia im Burschenbunds-Convent. Nach seiner Emigration studierte an der Columbia University unter anderem bei Max Horkheimer und Herbert Marcuse. Dort wurde er 1939 zum Ph.D. promoviert. Danach war er wissenschaftlicher Assistent am Institut für Sozialforschung in New York. Nach Tätigkeiten als Zeitungsredakteur, Propagandafachmann für die US-Regierung und Verlagslektor wurde Maier 1947 Professor für Soziologie an der Rutgers University und besuchte als Gastprofessor verschiedene US-amerikanische, lateinamerikanische und deutsche Universitäten, so 1957/58 als Fullbright-Professor an der Universität Frankfurt am Main. Maiers Forschungsschwerpunkte waren Themen der Sozialphilosophie, der Religionssoziologie und Lateinamerikastudien.
Verheiratet war er mit der bereits 1926 ausgewanderten Soziologin Alice Maier geb. Heumann, der langjährigen Sekretärin Max Horkheimers in New York City.

## Schriften
- On Hegel’s Critique of Kant. University Press, New York 1939 (zugl. Dissertation, New York 1939).
- Soziologie. Die Wissenschaft der Gesellschaft (= Sociology. The Science of Society). 2. Aufl. Nest-Verlag, Frankfurt/M. 1956 (zusammen mit Jay Rumney).
- Frank Tannenbaum. A Biographical Essay. University Press, New York 1974 (zusammen mit Richard W. Whitehead).

## Herausgeber
- mit Richard W. Whitehead: Politics of Change in Latin America. 2. Aufl. Praeger, New York 1964.
- mit Chaim I. Waxman: Ethnicity, Identity and History. Essays in memory of Werner J. Cahnman. Transaction Books, New Brunswick, N.J. 1983, ISBN 0-87855-461-0.